# Nellie Melba

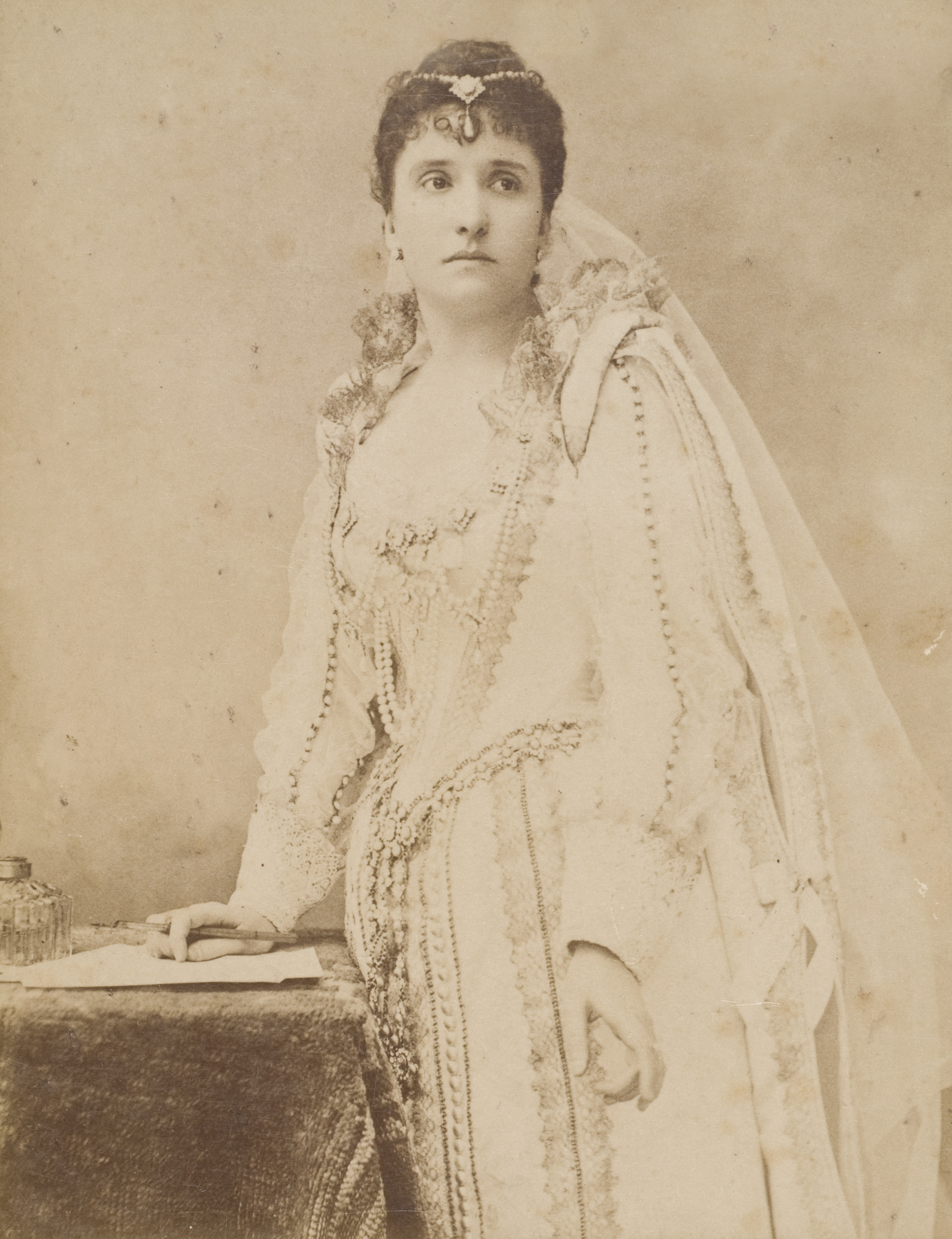
Nellie Melba (1888), Foto: Nadar

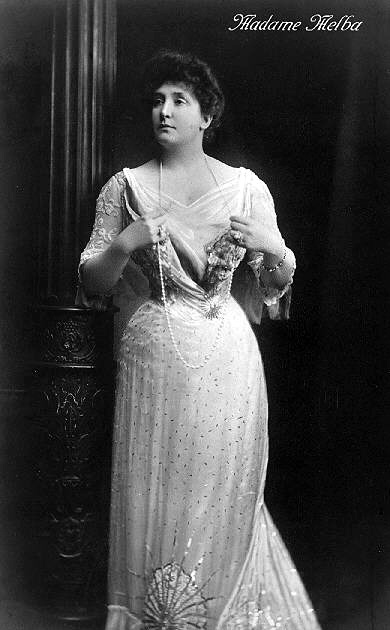
Nellie Melba

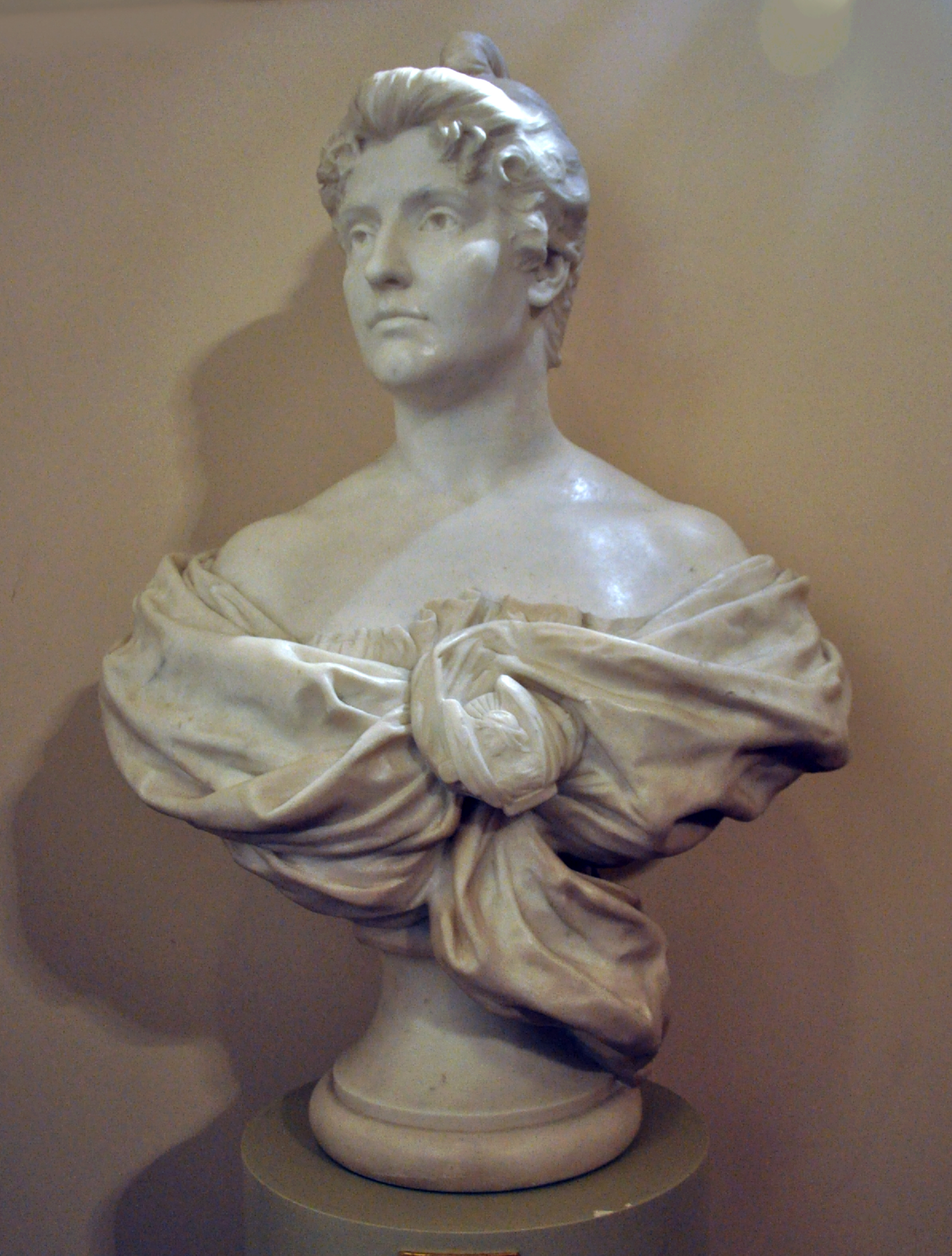
Büste im Royal Opera House, Covent Garden, London

Nellie Melba, eigentlich Dame Helen Porter Armstrong GBE, geboren als Helen Mitchell (* 19. Mai 1861 in Richmond, Melbourne; † 23. Februar 1931 in Sydney) war eine australische Opernsängerin (Sopran) schottischer Herkunft. Der Künstlername "Melba" ist eine Anspielung auf ihre Geburtsstadt Melbourne.

## Karriere
Gegen den Willen ihres Vaters entschied sich Melba für eine Laufbahn als Sängerin, Gesangsunterricht erhielt sie deshalb erst nach ihrer Heirat mit 22 Jahren. Nach ersten Studien in ihrer Heimatstadt Melbourne holte sich Melba stimmlich den letzten Schliff 1886 bei Mathilde Marchesi in Paris. Den Kontakt zu Marchesi hatte sie durch ein Empfehlungsschreiben von Elise Wiedermann erhalten. Am 12. Oktober 1887 debütierte Melba mit großem Erfolg am Théâtre Royal de la Monnaie in Brüssel, zunächst als Gilda in Verdis Rigoletto und wenige Tage später als Violetta in Verdis La traviata. Auf Anraten von Marchesi legte sie sich damals den Künstlernamen „Melba“ zu. Im Mai 1888 erfolgte ihr Debüt als Lucia di Lammermoor am Royal Opera House Covent Garden in London, der eigentliche Beginn ihrer Weltkarriere. Nachdem sie zunächst noch Gastspiele unter anderem in Paris und Sankt Petersburg gegeben hatte, beschränkte sie sich bald auf die drei bedeutendsten Opernhäuser der Welt: Die Mailänder Scala, die Metropolitan Opera in New York und immer wieder das Royal Opera House Covent Garden, dem sie mehr als 20 Jahre verbunden blieb. Dort sang sie die Titelrolle in Herman Bembergs Elaine, Gilda in Rigoletto, die Titelrolle in Aida, Desdemona in Otello, Luisa in Pietro Mascagnis I Rantzau, Nedda in Pagliacci, Rosina in Der Barbier von Sevilla, Violetta in La traviata sowie Mimi in La Bohème. Aus dem französischen Repertoire sang sie Juliette in Gounods Roméo et Juliette, Marguerite in Faust, Marguerite de Valois in Les Huguenots, Micaëla in Carmen und die Titelrolle in der Oper Hélène, die Camille Saint-Saëns eigens für sie geschrieben hatte.
Bis 1926 feierte sie weltweit Erfolge als Koloratursopranistin mit einem außergewöhnlich großen Stimmumfang (b-f’’’), vor allem in Opernrollen von Giuseppe Verdi (der mit ihr noch selbst die Gilda, Aida und Desdemona einstudierte), Gioacchino Rossini (Rosina, Semiramide), Gaetano Donizetti (Lucia), Charles Gounod (Marguerite), Giacomo Puccini (Mimi), Ruggero Leoncavallo (Nedda) und Richard Wagner (Elsa, Elisabeth). 1926 zog sie sich als Direktorin des Konservatoriums von Melbourne von der aktiven Gesangskarriere zurück.

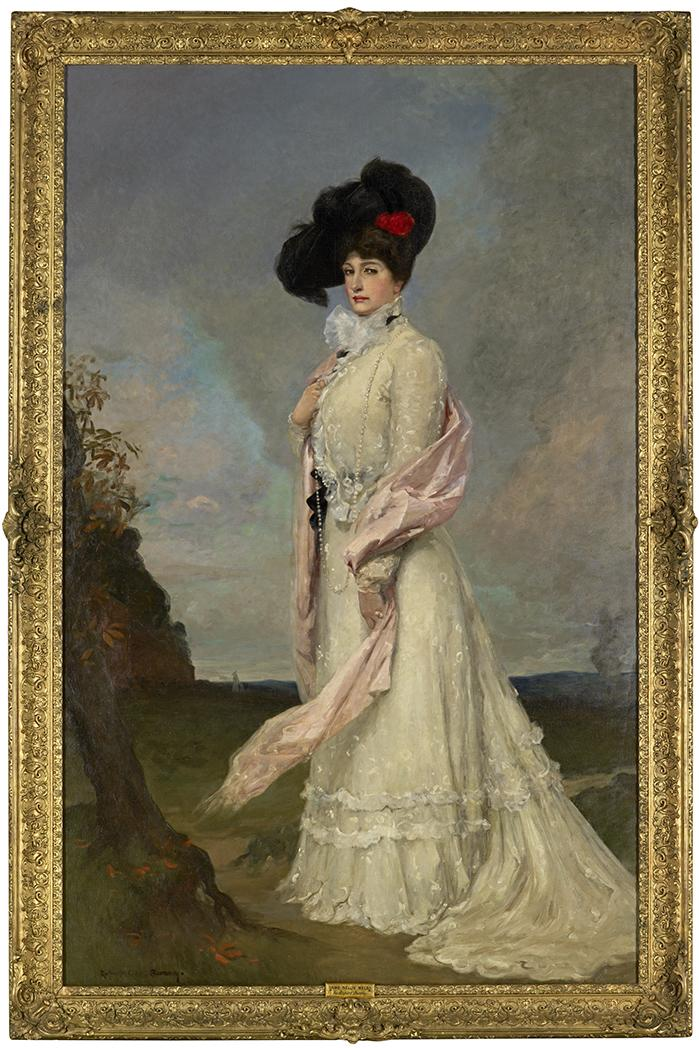
Rupert Bunny: Nellie Melba, etwa 1902. National Gallery of Victoria, Melbourne

Zu ihrer Zeit galt sie als erste Primadonna der Welt. 1918 wurde Nellie Melba von der britischen Krone zum Dame Commander des Order of the British Empire (DBE) ernannt und damit in den britischen Ritterstand erhoben, 1927 wurde sie Dame Grand Cross desselben Ordens (GBE). Der australische Polarforscher Douglas Mawson benannte die Melba-Halbinsel in der Antarktis nach ihr. 1953 entstand mit Wiedersehen in Monte Carlo ein Film über ihr Leben. 1989 wurde sie postum mit der Aufnahme in die ARIA Hall of Fame geehrt.

## Privatleben
Am 22. Dezember 1882 heiratete sie Charles Nesbitt Frederick Armstrong, Sohn des 1. Baronet Armstrong of Gallen. Aus der Ehe ging ein gemeinsamer Sohn hervor. Einer ihrer Urenkel war Samuel George Armstrong Vestey, 3. Baron Vestey.
Nellie Melba verstarb im Februar 1931 im Alter von 69 Jahren in Sydney.

## Pfirsich Melba
1892 bis 1893 wohnte die „australische Nachtigall“ Melba im Savoy Hotel in London. Nach einer Premiere der Oper Lohengrin im Jahre 1892 wurde von dem Küchenchef Auguste Escoffier ein besonderes Dessert kreiert: Ein enthäuteter Pfirsich und zwei Kugeln Vanilleeis, überzogen mit einem Himbeerschleier, stellen die Pose des mythischen Schwans aus dem 1. Akt dar. Dies gefiel der Künstlerin so gut, dass sie die Erlaubnis gab, das Gericht fortan „Pêche Melba“ (Pfirsich Melba) zu nennen. Auch der Melba-Toast wurde nach ihr benannt.